# Sistema de governo adventista
O Sistema de governo adventista (ou governo eclesiástico representativo) é um dos quatro tipos de governos eclesiásticos existentes. Tal sistema é adotado pela Igreja Adventista
Essa forma de governo atribui a autoridade da igreja aos seus membros, que delegam tais responsabilidades por um período de tempo determinado a alguns, eleitos por sufrágio universal em assembleias. Tal governo também reconhece a ordenação feminina, a qual chamam de igualdade de ordenação.